# レオ・プッツ
レオ・プッツ（Leo Putz、1869年6月18日 - 1940年7月21日）はチロル地方生まれの画家である。ドイツやブラジルなどで働いた。

## 略歴
当時オーストリアの領地であった、南チロルのメラーノの市長の息子に生まれた。16歳からミュンヘン美術院で歴史画家のガブリエル・フォン・ハックル（Gabriel von Hackl）に学んだ後、パリのアカデミー・ジュリアンで学んだ。軍役についた後、ミュンヘンに戻り、ヘッカー（Paul Hoecker）に学んだ。1897年には自らのスタジオを開きミュンヘン分離派のメンバーの一人となった。
この時期、週刊雑誌、"Jugend" の挿絵画家として働き、何度も表紙絵を描いた。商業美術の分野でも働き、アールヌーボー様式の多くのポスターなども描いた。
1903年にはドレスデン美術館(Staatsgalerie Dresden）やミュンヘンの美術館、ノイエ・ピナコテークに多くの作品を買い上げられ、1909年にバイエルンの名誉市民に選ばれた。この時期、夏はオーバーバイエルンの自然の中で写生をして過ごし、若い学生も伴った。学生にはアメリカ出身のクキュエル（Edward Cucuel）がいた。1913年に風景画家のブレル（Frieda Blell）と結婚した。
ブラジルに美術学校を創設した一人である、建築家、ルシオ・コスタの招きに応じて1929年に家族とブラジルに渡り、1931年に国立美術学校（Escola Nacional de Belas Artes）の教授に就任した。この時指導した学生にはロバート・ブール・マルクスがいる。1933年までブラジルで働き帰国した。
ドイツではナチスの反対者となり、ナチスからその作品が「退廃芸術」（"degenerate"）であると非難された芸術家の一人となった。1936年にはゲシュタポの尋問を再三、受けてので、故郷のチロルに逃れた。1937年にドイツで働くことが禁じられた。故郷で風景画を描いて暮らし、1940年にメラーノで没した。

## 作品
- (1901)
- Summerdreams(1905)
- Nudes(1909)
- Hinter den Kulissen(1905)
- Blond und Brünett(1913)
- (1922)
- (1926)